# Eilean a' Bhreitheimh
Eilean a' Bhreitheimh är en obebodd ö i Highland, Skottland. Ön är belägen 3 km från Upper Badcall.